# Болест кретања
Болест кретања, синдром лоше адаптације на покрет (енгл. motion sickness), кинетоза (лат. cinetosis), морска болест је уобичајени и нормални поремећај у организму различитог интензитета, који је изазвана кретањем тела, и ... може се јавити код свих живих бића, осим код оних без вестибуларног система. Болест кретања се карактерише појавом непријатних симптома као што су мучнина, вртоглавица и повраћање а у тежим облицима малаксалошћу, појавом хладног зноја и падом крвног притиска.
У великој студији спроведеној у Индији, на узорку од 535 испитаника подељених у осам група, преваленца болести кретања била је нешто већа код Тибетанаца и североисточних Индијаца (28%) у односу на северозападне Индијце (26%). Већа заступљеност болести је била међу женама (27%) а мања међу мушкарцима (16,8%), са женско-мушким односом (1,7:1). Међу различитим групама, највећа инциденција осетљивости на болест кретања, забележен је код схизофрених болесника (30%), а најнижа у веслача (нула одсто). Значајно већу отпорност на кретање показали су спортисти и особе које су чешће или професионално биле изложене променама кретања. Симптоми болести кретања су биле значајно израженије код особа које пате од просторне дезоријентације (35,05%), [[мигрена|мигрене (26,31%), гастроинтестинални поремећаји (26,82%) као и код оних који су осетљивији на непријатне мирисе (24,64%) и слатке ароме (24,48%).
Учесталост болести кретања се повећава са трајањем путовања, а могу се јавити за време путовања разним превозним средствима, као што су аутомобил, аутобус, воз, авион или брод. Неке особе симптоме кинетоза могу имати само у једној врсти превозног средства, на пример аутомобилу, док у осталаим превозним средствима путују без потешкоћа. Забележена је и појава вртоглавице која настаје код неких путника након напуштања брода или другог превозног средства. Ипак, највише путника потешкоће доживљава током путовања бродом, па се често у свакодневном жаргону назива "морска болест", а користи се и назив "наузеа", која потиче од старогрчке речи (грч. ναυσι - навигација, nausiēза — брод, „навигација бродом“).

## Историја
Прва сазнања о болестима изазваним кретањем датирају много векова пре наше ере и највероватније су била повезана са путовањем млађих и нискусних морепловаца. У старом и средњем веку бродови су били главно превозно средство па су поремаћаји изазвани њиховим кретањем називани „морска болест“
Увођењем у саобраћај железнице, аутомобила, авиона и космичких бродова болест добија и друге називе; „аутомобилска болест, ваздушна болест, космичка болест“, али и називе „мучнина у колима“ и „болест простора“.
Многе различите теорије у 19. веку покушале су да објасне порекло болести кретања. Тако су у то доба настале необичне теорија и бизарни лекови. Једини заједнички аспект у теоријама тог доба био је тај да је она узрокована кретањем. Који део тела је првенствено утицао на њихову појаву, био је предмет многих теорија. Почев од оних које су као могући узрок наводиле механичке поремећаје у раду црева, „теорија смене у стомаку“, преко теорије иритације циркулаторног систем, теорије иритације слузокоже желуца и теорија поремећаја у јетри изазиваних претераним пражњењењем жучи у танко црево. Све ове теорије су заправо, селективно, тумачиле механизме или узроке настанка мучнине и повраћања, као доминантних симптома у болести кретања. Зато оне нису прихватљиве јер нису узеле у обзир и велики број других фактора.
У англосаксонским земљама, Ирвин је 1881. предложио примену назива; „болест кретања“ - (енгл. motion sicness), имајући у виду да је основни узрок поремећаја кретање. Нешто касније се у романским народима појавио назив „кинетоза“ - (лат. cinetosis).
Применом бројних симулатора кртетања с краја 20. века у истраживачким лабораторијама, авијацији, астронаутици, саобраћају, и клубовима и парковима за забаву, настали су и нови називи за болести кретања; „болест симулатора“ (енгл. simulator sickness) и „болест виртуелне стварности“ (енгл. virtual reality sickness). Не тако често примењују се и називи скијашка болест (енгл. ski sickness) камиља болест (енгл. even sickness) или слоновска болест (енгл. elephant sickness).  .
Када се крајем 19. века сазнало нешто више о функцијама вестибуларног апарата, почело се претпостављати да појачани надражај ћелија вестибуларног апарата за време вожње бродом изазвивају поремећаје (кинетозу или болест кретања).
Године 1884. у извештају објављеном у „Ланцету“ описан је недостатак симптома мучнине у току вожње у групи појединаца чије су структуре унутрашњег ува биле оштећене инфекцијама као што је шарлах.  Ову претпоставку потврдио је Сјоберг 1931. који је у свом истраживању љуљао на љуљашци 4 пса 10, 20 и 30 минута. За време љуљана пси су имали мучнину, праћену повраћањем. Када је псима разорио оба лавиринта, они више нису имали мучнину, нити су повраћали иако их је љуљао више од три сата.
Након Другог светског рата (у коме је значајан напредак направљен у области истраживања мучнине у току вожње) улога вестибуларног система у развоју болести кретања дефинитивно је доказана.  Након овог открића, било која теорија о болестима кретања морала је да укључи и веродостојну улогу вестибуларног апарата.
Две главне теорије које су се појавиле у послератном периоду су биле: теорија прекомерне вестибуларне стимулације и неуронска теорија неподударања.
Теорија прекомерне вестибуларне стимулације, се заснива на претпоставци о „прекомерној стимулацији“ вестибуларног система изазваној нефизиолошким убрзаним покретима главе који доводе до појаве болести. "Морска болест је узрокована прекомерном стимулацијом отолитског система", навео је де Вит у свом истраживању 1953.  Међутим, са појавом усавршеније методологије истраживања и бољим разумевањем основних поставки неуровестибуларне физиологије, теорија се показала погрешном, тако да је до краја 1970-их у великој мери напуштена у корист »теорије сензорног сукоба  или теорије неуронске неусклађености.
Један од главних проблема са отолитском суперстимулационом теоријом је да она није успела да на адекватан начин објасни неке од познатих и кључних карактеристика синдрома мучнине у току вожње. Један од њих је чињеница да се болест кретања јавља и у одсуству било каквих вестибуларних надражаја, односно када је појединац у току стајања изложен визуелним приказима који генеришу и илузије у току кретања (пример за то су „симулатори болести“). По теорији прекомерне вестибуларне стимулације у таквим случајевима мучнине у току вожње се не би десила, што у пракси наравно, није случај.
Теорија неуронске неусклађености, настала је након што је доказано да теорија прекомерне вестибуларне стимулације не може у потпуности да објасни све механизме који настају у току кретања. За разлику од претходне ова теорија појаву симптома у болестима кретања објашњава „неусклађеношћу“ или „сукобом“ сензорних сигнала у нервном систему.
Теорија сукоба између различитих сензорних сигнала, као објашњење за развој болести кретања, постојала је више од једног века, али је тек последњих неколико година коначно широко прихваћена. Она је настала као плод рада више истраживача, нарочито Клермона, Резона и Марка, и Омана.
Међутим и »теорија неуронске неусклађености« није могла да одговори на питања, зашто настаје и шта је сврха мучнине и повраћања у току вожње? „Зашто би крајњи резултат неуронске неусклађености или сензорних сукоба било повраћање, са свим својим пратећим непријатностима и неурохуморалним последицама?“ На ова питања покушала је 1977. да одговори »теорија токсина Триесмана«, (чији је експериментални рад подржан од стране енгл. Money and Cheung).
Триесманова теорија тумачи несклад сензорних информација у централном нервном систему као последицу неурофизиолошких дисфункција изазваних токсинима, (a повраћање као најефикаснији начин да се токсин избаци из организма). Теорија се по Триесману, заснива; „на премиси да органи за оријентацију, који имају неколико функција, као што је контрола стабилности, погледа итд, правовремено упозоравају организам на неуротоксичност“...„према томе, знаци и симптоми болести кретања могу се посматрати као манифестни одговор организма на дејство токсина (отрова).“

## Епидемиологија
Болест кретања је заједнички проблем, који погађа многе људе и укључује, готово све видове саобраћаја, (водени, друмски, ваздушни), симулаторе летења и вожње и друге „виртуелне уређаје реалности“ (енгл. virtual reality devices) и бројне справе за вожњу у забавним парковима. У наведеним ситуациојама, мозак мора да се избори са великим бројем информација. На пример, вид шаље погрешну поруку да се особа креће, део ува који је задужен за телесну равнотежу региструје кретање, док сензори смештени у мишићима и тетивама не осећају покрете. Као последица свега тога јавља се болест кретања.
У студији спроведеној са студенатима колеџа у Сједињеним Државама, утврђено је да нешто више од 20% ове популације узима лекове против мучнине у току вожње.
Болест кретања је један од синдрома који је и поред опсежно спроведених истраживања и даље непознаница у нашим сазнањима. Највероватнијом се чини неурофизиолошка теорија која болест кретања објашњава као неуронску неусклађеност чулних надражаја, који се могу јавити у многобројним комбинацијама и пермутацијама. Даља истраживања се све више интензивирају како би се у потпуности што пре разумео синдром болести кретања. Ово је посебно важно с обзиром да брзи темпо технолошког напретка у 21. веку, човека у његовом окружењу излаже све сложенијим процесима кретања.

### Ваздушни саобраћај и космички летови

#### Ваздушна болест
Летење у ваздушном простору је посебно погодно за развој ваздушне болести, јер подразумева кретање кроз тродимензионални простор, уз честу промену правца главе у више оса одједном што доводи до јачих надражаја вестибуларног апарата. Мада је инциденца ваздушне болести код путника који лете комерцијалним авионима мала и износи око 1%, она је реалан проблем код пилота у току тренаже (обуке). Ово се може обијаснити; променом угаоних убрзања, због љуљања авиона која у току пилотске обуке достижу вредности од 5-10/сек, и линеарних убрзања због пропадања и дизања авиона која могу достићи вредности од -3Г до +5Г Због величине авиона и технике пилотирања у путничким авионима ове промене су мање изражене и зато се ваздушна болест међу путницима на комерцијалним летовима ређе дешава (изузев у фазама лета са јаком турбуленцијом изазваном невременом).
Студија спроведена у морнаричкој авијацију САД утврдила је да је око 77% студената, будућих поморских официра летача и нелетача (авионских посада) доживело једну или више епизода мучнине у току летачке обуке.  Студија енглеске авијације је показала да се болест јављала у 38,7% ученика пилота у неком периоду током њихове обуке.. Студија морнарице Сједињених Држава спроведена у морнаричкој авијацији, показала је да су готово све авионске посаде, које су биле изложене летовима у току невремена доживеле неки облик ваздушне болести, са симптоматологијом која је примарно зависила од нивоа турбуленције.
Опсежна студија Америчког ваздухопловства показала је учесталију појаву ваздушне болести међу припадницима ваздухопловних снага Америке, код летача у животној доби од 20 до 29 године, са укупним временом налета од почетка обуке мањим од 1.000 сати.

#### Космичка болест (свемирски адаптациони синдром)
Око 70 одсто шатл астронаута такође пати од космичке болести или свемирског адаптационог синдрома - (енгл. space adaptation syndrome (SAS)) у одређеном степену. У бестежинском стању кретање астронаута (космонаута) у значајној мери је отежано и праћено је снажаним осцилацијама тела које изазивају и најмањи покрети рукама и ногама. Овако, неадекватно-неодмерено кретање настаје зато што су мишићи тела на земљи навикнути да одређене покрети обављају већом снагом због савладавања силе земљине теже, па изостаје фина регулација покрета. У мраку кабине, ове осцилације су израженије због одсусуства визуелне контроле покрета. Зато сваки покрет астронаута изван равни паралелене са правцем кретања кабине изазива симптоме вртоглавице праћене мучнином, јер ће допунска убрзања деловати на вестибуларни систем. И вибрације летелице у појединим фазама лета астронаута такође су узрок појаве симптома.
Највероватније да астронаути на почетку боравка у свемиру имају повећану зависност од визуелних и тактилних надражаја. Како се лет наставља, већина астронаута „интернализује“ референтни систем за одређивање оријентације према горе и доле што смањује њиховау зависност од визуелних сигнала.
Такође је значајна и реинтерпретација линеарних убрзања - индукованих у отолитчком пријемнику ува у одсуство пријемних сигнала због недостатка просторних надражаја.
Узроци и симптоми космичке болести код астронаута се донекле разликује од „земаљских“ у току вожње. Не јавља се знојење а од осталих симптома углавном се јавља бледило, анорексија, повраћање, главобоље у првим сатима свемирског лета често без мучнине и других упозоравајућих предзнакова. Око ¾ астронаута ће имати блаже симптоме, док ће једна четвртина доживети озбиљније симптоме као што су више од једне епизоде повраћања углавном у току првог дана лета. Симптоми најчешће престају у првих 24 до 72 сата боравка у орбити, али се могу продужити и на већи број дана.
Напори да се предвиди који астронаут је подложнији утицају свемирског адаптационог синдрома (SAS) нису успели. Старост, пол, ниво физичке увежбаности, претходно летачко искуство, и физиолошка тренажа (у хуманој центрифуги) на земљи нису поуздани предиктори отпорности астронаута на свемирски адаптациони синдром.
Из напред изнетог може се закључити да су болести изазване кретањем важан ваздухопловномедицини проблем.

### Друмски саобраћај
Болест кретања у аутомобилима и аутобусима је релативно честа међу младима и високо осетљивим особама али и међу старијим особама. Истраживање спроведено у Уједињеном Краљевству код 3.256 путника, који су свакодневно путовали у просеку 0,5 до 6,5 часа, открила је; да је око 22% путника имало блаже, 4% изражене а 2% тешке симптоме болести кретања. Изражену мучнину пријавило је 13% путника, а 1,7% је повраћало.
У литератури постоји оскудни податаци о учесталост болести кретања у аутомобилима и осталим друмским возила. Осим једног извештаја у коме се наводи да је болест кретања имало око 20% испитаника, углавном у виду мучнине. Нешто израженије тегобе у току вожње имале су посаде војних борбених возила.

## Етиологија
Скоро 80% опште популације доживи мучнину у току вожње, у једном тренутку свог живот. Деца узраста од четири до десет година су најосетљивија, за разлику од деца испод две године која ретко имају симптоме болести кретања. Одрасле особе са учесталим нападима мигрене чешће од других имају рекурентне епизоде мучнине у току вожње.
Истраживачи из поморског Медицинског центра у Сан Дијегу, у Калифорнији, у истраживању спроведеном 2003. установили су да 70% испитаника са тешким мучнине у току вожње има проремећај вестибуларног система. Истраживање такође наговештава да је код неки људи наследна предиспозиција могући узрок болести кретања. Ова склоност је израженија код неких етничких група. Једна студија објављена у 2002. открила је да су особе кинеског или јапанског порекла значајно осетљивије на болест кретања у односу на особе британског порекла.
Болест кретања се може јавити чак и ако се не путује. Има извештаја да су поједе особе доживеле симптоме мучнине, сличне онима у току вожње, после играња брзих компјутерских игара, као што су тркачке игре, или у току обуке у симулаторима летења. То се може десити због све веће реалистичности рачунарске графике која може произвести несклад између визуелне информације и информације које потичу од вестибуларног система.
У већини случајева, симптоми болести кретања у току вожње ће се побољшати након одређеног периода прилагођавања...„нпр. већина људи који имају мучнине у току вожње бродом приметиће побољшање симптома у току два до три наредна дана од почетка путовања“... Процењује се да око 5% људи не успева да се прилагоди, и они и даље доживељавају симптоме све док се не уклоне из окружења које изазива њихове симптоме болести кретања.

## Патофизиологија
Мозак у сваком тренутку кретања добија тренутне податке из различитих делова тела и покушава на основу њих да састави укупну слику о томе шта тело ради у том тренутку. Али, ако се било који део ове слике не поклапа са раније стеченим сазнањима могу се јавити симптоми болести кретања.
Да би човек одржало равнотежу и оријентисао се о положају сопственог тела у простору он користи разне, у нормалним стањима, међусобно одлично усклађене механизмима као што су;
- Унутрашњи рецептори
- Напетост мишићно-зглобног система,
- Систем полукружних каналића у унутрашњем уву,
- Рецептори додира у кожи
- Чуло вида

Болест кретања настаје када мозак из система за равнотежу смештеног у унутрашњем уву прима другачије надражаје од осталих рецептора, нарочито видних. То се дешава кад се неједнолико крећемо, а те сталне промене кретања у облику љуљања, поскакивања, убрзавања и успоравања не можемо видети већ их само осећамо.
Пример:...„ако особа у току вожње аутомобилом чита књигу, његово унутрашње ухо и кожани рецептори детектују кретање унапред. Међутим очи усмерене на књигу која се не креће, и мишићни рецептори говоре мозгу да особа још увек седи. Дакле, мозак добија мало збуњујуће информације, које се не уклапају у раније кодиране доживљаје... и долази до „кратког споја“ у мозгу будући да он не зна како да нас правилно припреми на суочавање са надражајима“
Унутрашње уво састоји се од органа слуха и органа равнотеже, који је због своје сложене грађе доби назив лавиринт. Орган равнотеже региструје кретање нашег тела у простору у све три димензије - било да нагињемо главу у разним правцима, било да убрзавамо или успоравамо своје кретање.
Захваљујући систему равнотеже у унутрашњем уву, у сваком тренутку се можемо оријентисати о положају наше главе у односу на подлогу. До проблема долази када мозак од органа равнотеже прима другачије информације од оних које стижу у мозак другим сензорним путевима.
Врсте надражаја који могу изазвати болест кретања и природу „сукоба чула“, иако су данас боље схваћени, њихов прави механизам настанка и удејства још увек је непознаница. Примена нефармаколошких противмера у спрелчавању симптома кинетоза је све више рафинисанија, укључујући и промену понашања, технику аутогеног тренинга, као што су дисање и контролисана десензибилизациона обука. На неурофизиолошком нивоу, постоји значајан напредак у дефинисању критичних путева у централном нервном систему који су укључени у развој мучнине у току вожње. Међутим, много је мањи напредак учињен у многим другим областима. Још увек не постоји консензус истраживача шта је тачан разлог мучнине у току вожње, иако је прихваћено објашњење у смислу постојања тзв детектора отрова (енгл. toxin detector).
Зашто постоје разлике између појединих људи у настанку и интензитету мучнине у току вожње још увек су несхваћене. Претпоставља се да су оне вероватно вишеструке. Способност да лако мењамо временску константу брзине (промена брзине у јединици времена) то прави проблем вестибуларном систему који поседује „запамћену брзину“ (енгл. velocity store) и највероватније је потенцијални маркера за брзину хабитуација. Улога генетике је несумњиво важна, али нажалост мало позната, јер се генетичким утицајима није придала пажња у досадашњим истраживањима.
Многи до сада примењени лекови против повраћања, развијен за друге врсте болести (нпр. као што је хемотерапија), показали су се неефикасним за спречавање мучнине у току вожње. То говори да се ради о неким другим нивоима и правцима реаговање организма на хемијске еметике у односу на кретањем изазване надражаје.
Очекује се да ће даљи развој нових фармаколошких противмера и већа сазнања о могућим генетичким факторима обезбедити потребне информације за боље разумевање неуронских механизме у болестима кретања.

## Клиничка слика
Типичне карактеристике клиничке слике болести кретања (које су јако познате онима који пате од овог синдрома) деле се на; главне или опште и додатне симптоме болести кретања.

### Главни или општи симптоми
У ову групу спадају мучнина, са три главна знака болести; бледило, знојење и повраћање. Међутим, главне клиничке карактеристике синдрома имају тенденцију да испољавају висок степен међусобне варијабилности појединих знакова, који код различитих људи имају и различите манифестације. Горенаведени главни симптоми имају тенденцију и да се код већине људи јављају са извесним степеном предвидљивости.  Као последица тога, настале су бројне скале за процену њихове тежине како би се квантификовале индивидуалне разлике интензитета болести кретања..
Након излагања провокативној симулацији кретања, развој симптома и знакова болести кретања тежи да правилно прати њихово напредовање. Временску скалу дешавања у овом низу углавном одређују два главна фактора: интензитет надражаја кретања, као и индивидуална осетљивост изложене особе.  Важно је напоменути да, са изузетком лавиринтектомисаних (особа са оперативно уклоњеним лавиринтом) појединаца, свака особа може да добјие болест кретање у зависности од одговарајућег нивоа стимулуса кретања.

### Додатни симптоми
Поред главних симптома и знакова, постоји и већи број допунских или додатних. Ова група додатни симптомиа има тенденцију да буде веома променљива како по њиховом интензитету, времену и учесталости манифестација у одређеној популацији са знацима болести кретања.
У ове симптоме и знаке спада; повећано лучење пљувачке, жеђ, епигастрична нелагодност ("тежина у стомаку"), осећај телесне топлоте, главобоља, вртоглавица, апатија, депресија, општа малаксалост, губитак моторне координације, хипервентилација и поспаност.
Ендокринолошки одговор, који је описан у болестима кретања у суштини је сличан одговору организма на стрес. Увећане вредности разних хормона у серуму (које су описане у бројним студијама) су; кортизол, пролактин, хормон раста, адренокортикотропни хормон (ACTH), вазопресин, адреналин, норадреналин и тироидни хормон. Примећено је да се измењени физиолошки параметри појављују у скоро сваком већем систему организма, као одговор на провокативне стимулусе кретања.
Још једна карактеристика синдрома болести кретања који се често јављају је такозвана "лавина феномена." Овај термин се користи за описивање брзих степенастих симптома и знакова који се јављају следећим редоследом на дејство појединачних провокативних стимулуса кретања. Након почетне епигастричне непријатности, јавља се бледило лица, хладно презнојавање и мучнина која најчешће настаје истовремено. У непосреној вези са овом лавином или убрзаним погоршањем симптома, значајно се погоршава и опште стање оболеле особе. Као кулминација ове лавине симптома настаје повраћање, које врло брзо следи иза напред наведених симптома.
Повраћање често доноси симптоматично олакшање погођеној особи. Међутим дуже излагање провокативном кретању може довести до новог и понављајућег повраћања што на крају може довести до генерализованих биохемијских поремећаја, као што су дехидрација, хипокалиемија и кетоза.

## Терапија
Како се болести кретања јављају као последица појачане активности централног и вегетативног нервног система, у оквиру терапије могу се применти препарати који спречавају појачану активност ових система што смањује мучнину, повраћање и има умирујуће дејство. Лекове за спречавање појаве симптома болести кретања делимо у неколико група:
- антагонисте мускаринских рецептора,
- антагонисте хистаминских рецептора (од којих је најпознатији Дименхидринат којио поседује и антихолинергичка својства),
- комбинација симпатомиметика у комбинацији са ове две групе лекова.

Ови препарати се могу набавити у апотекама и без рецепта у облику таблета, чепића, специјалних фластера или у здравственим установама убризгавањем. Од нуспојава могу изазвати поспаност, сувоћу у устима и вртоглавицу.
Зависно од почетка њиховог дејства пију се 15 минута до 2 сата пре путовања како не би постојала опасност да се лек избаци повраћањем. Против мучнине може помоћи и фластер са леком који се лепи иза ува и који постепено отпушта лек, а све чешће се у употреби и биљни препрати (нпр. на бази ђумбира) чије је деловање блаже, тако да се они не примењују за отклање израженијих симптома кинетоза. Неки од начешће примењиваних лекова наведени су:
Дименхидринат
Дименхидринат  (Драмин) који поседује и антихолинергичка својства је један од лекова избора за уобичајене облике кинетоза. Делује седативно и антиеметички (спречава повраћање), а од споредних дејства може изазватиу поспаност, сувоћу у устима и вртоглавицу. Дименхидринат је сигуран и за децу, али се не би требало користити код деце млађе од 2 године и у трудноћи. Сличан по дејству је и меклизин. Може се купити у различитим облицима - таблетама, таблетама за жвакање, дугоделујућим капсулама, текућим препаратима, чепићима и у облику раствора за инјекције.
Ако се упореди са скополаминским фластером, највећи недостатак дименхидрата је потреба за честом применом. Контраиндикован је (због његовог антиколинергичког дејства) код особа које болују од глаукома затвореног угла, оболелих од бронхијалне астме и мушкараца са увећаном простатом. Најчешће нуспојаве су поспаност и вртоглавица. Код деце може да изазове раздражљивост.
Прометазин
Прометазин је антихистаминик који може изазвати јаку поспаност и дезоријентисаност, која у крајњем случају може покварити доживљај самог путовања, што треба имати у виду при његовој примени. Прометазин са амфетамином или сличним средствима, или без њих, користи се код тежих ситуација или за лечење већ настале болести кретања. Производи се у облику таблета или сирупа. Може се користити у трудноћи, и код деце деце старије од две године.
Како је његова употреба повезана са смањеном способношћу извођења свакодневних активности, слабијом психомоторном функцијом, информационим процесом и будношћу, ове нуспојаве треба имати у виду код примене лека у особа које преофесионално обављају задатке у току кретања.
Скополамин
Скополамин је антихолинергик који се због своје ефикасности наводи као синоним за лекове који спречавају болести кретања. Може се наћи и у облику таблета, инјекција и трансдермалног фластера.
Скополамински фластер је потребно налепити барем 8 сати пре почетка пута иза ува, где остаје током путовања или излагања надражају кретања, како би на време почео да делује и полако отпуштао активну материју у крвоток. Мења се сваких 72 часа. Фластер је добро истражен, а истраживања показују да је његова ефикасност једнака таблетама скополамина. Главне предности фластера су практичност, једноставан начин примене и дуготрајно дејство. Примену лека треба избегавати у трудноћи, код деце, оболелих од глаукома, старијих особа и код особа са застојом у отицању мокраће.
Скополамин се не треба комбиновати са седативима, антихистаминицима, алкохолом, антидепресивима и антихолинергицима. Након његове примене потребно је опрати руке како би се избегао евентуални контакт с конјунктивама ока јер може изазвати ширења зенице и замућење вида.

Проблеми код овог препарата су нуспојаве које могу надмашити добре учинке лека ако се ради о малом надражају који изазива болест кретања, дуг период пре почетка дејства и неуједначен учинак дејства код различитих особа или чак и код исте особе у различито време. Нуспојаве могу бити и суваоћа уста, поспаност и замућен вид (чак и без директног додира лека и ока). Видни проблеми могу се појачати код честе употребе лека. Нежељена реакције могу бити конфузија и/или видне халуцинације, нарочито код старијих особа.
Меклизи
Меклизин (Диадрил) је антихистаминик који јео врло ефикасан, али не колико и скополамински фластер. Меклизин се може купити у облику обичних таблета и таблета за жвакање. 
Није препоручљива његова употреба у трудноћи, али се може користити код деце у дози која мола бити упола мања од дозе за одрасле. Најважнија нуспојава је поспаност.
Амфетамин
Амфетамин  се може применити за појачавање деловања антихистаминика и антихолинергика у тежим случајевима болести кретања. Амфетамин и њему сродна средства имају значајан учинак на болест кретања, међутим, због њихових знатних нежељених учинака на кардиоваскуларни систем, они се избегавају колико год је то могуће. 
За спречавање болести кретања код рутинског путовања, овај лек није препоручљив. Исто тако није препоручљив у трудноћи и код деце млађе од три године. Нуспојаве укључују узнемиреност, причљивост и потенцијалну могућност злоупотребе. Непожељне су и његове комбинације са бројним лековима, посебо оних за лечење срца и централног нервног система.
Седативи
Седативи  многи људи посежу и за лековима за смирење, најчешће из бензодиазепинске групе као што су диазепам, оксазепам, лоразепам или алпразолам.
Иако делују друкчијим механизмима од наведених лекова, могу бити и врло ефикасни.
| Лек           | Облик лека | Начин примене    | Доза за одрасле | Почетак дејства у минутима | Трајање дејства у сатима |
| ------------- | ---------- | ---------------- | --------------- | -------------------------- | ------------------------ |
| Скополамин    | таблете    | преко уста       | 0.3–0.6 mg      | 30                         | 4                        |
| Скополамин    | ампуле     | убризгавањем     | 0.1–0.2 mg      | 15                         | 4                        |
| Скополамин    | фластер    | лепљењем на кожу | 0.1–0.2 mg      | 480                        | 72                       |
| Прометазин    | таблете    | преко уста       | 25–50 mg        | 120                        | 15                       |
| Прометазин    | ампуле     | убризгавањем     | 25 mg           | 15                         | 15                       |
| Прометазин    | чепићи     | уметањем у чмар  | 25 mg           | 60                         | 15                       |
| Дименхидринат | таблете    | преко уста       | 50–100 mg       | 120                        | 8                        |
| Циклизин      | таблете    | преко уста       | 30 mg           | 120                        | 6                        |
| Меклизин      | таблете    | преко уста       | 25–50 mg        | 120                        | 8                        |
| Буклизин      | таблете    | преко уста       | 50 mg           | 60                         | 6                        |
| Цинаризин     | таблете    | преко уста       | 15-30 mg        | 240                        | 8                        |

## Превенција
Најсигурнији начин да се спрече симптоми болести кретања је да осетљиве особе избегавају окружења у којима су изложена провокативним надражајима кретања, или да превожење обављају оним превозним средствима на чије провокативне надражаје су најмање осетљиве.
Међутим ове могућности са као опција превенције не може применити које се из професионалних разлога не могу одрећи путовања аутомобилом, авионом, бродом (као што су војна лица, пилоти, космонаути, бродско особље итд).
Превенција, или бар смањење тежине и учесталости, симптома у току вожње могу се постићи;
- Смањењем интензитета провокативаних надражаја кретања.
- Повећањем индивидуалне толеранције на провокативне надражаје кретање.

Опште мере превенције које треба да спроводе особе склоне појави симптома болести кретања у циљу смањењење интензитета провокативаних надражаја су;
| Мере превенције                                          | Опис |
| -------------------------------------------------------- | --- |
| Смањити излагање кретању                                 | - Смештајем у средину авиона, брода, аутобуса где су покрети најмање изражени - Заузимањем полуседећег положаја у превозном средству - Максималном редукцијом, броја и брзине покрета главе.                                                                    |
| Смањити визуелну активност                               | - Фиксацијом поглед очију на хоризонт или неки други стабилни спољашњи објекат - Избегавањем посматрања предмета који се крећу - Избегавањем читања за време вожње - Затворањем очију, ако се особа склона симптома налази у доњој палуби или затвореној кабини |
| Побољшати вентилацију и уклонити штетне спољашње утицаје | |
| Смањити обим покрета                                     | - Избегавањем или ублажавањем убрзања и успорења превозног средства - Избегавањем наглих заокрета и померања возила |
| Преусмерити пажњу                                        | - На управљање моторним возилом - Изводити неку менталну активност |
| Регулисати исхрану                                       | - Пре вожње избегавати унос велике количине хране на уста, - Конзумирати мале оброке више пута у току вожње - Избегавати употребу алкохола |